# مؤتمر ديربان الاستعراضي
مؤتمر دربان الاستعراضي هو الاسم الرسمي للمؤتمر العالمي لمناهضة العنصرية الذي نظمته الأمم المتحدة في 2009، والمعروف أيضًا بدربان الثاني. بدأ المؤتمر في 20 أبريل، 2009، واستمر 5 أيام في مقر الأمم المتحدة في جنيف في سويسرا.
تمت مقاطعة المؤتمر من قبل كل من الولايات المتحدة الأمريكية وفرنسا وكندا وإيطاليا وبولندا وهولندا. جمهورية التشيك التي ترأست الاتحاد الأوربي خلال وقت انعقاد المؤتمر، غادر وفدها المؤتمر منذ اليوم الأول، وقاطعت بقيته، وقاطعت ثلاثة وعشرون دولة عضوة في الاتحاد الأوربي المؤتمر جزئيًا عبر إرسال وفود منخفضة المستوى. كانت حجة الدول الأوروبية تتمثل في كون المؤتمر قد يستخدم للدعوة إلى معاداة السامية. انتقدت الدول الغربية أيضًا أن المؤتمر لم يتعامل مع قضية التمييز ضد المثليين، بالإضافة إلى ذلك احتجت الدول الأوروبية لأن الؤتمر يركز بشدة على الغرب متجاهلا على حد قولهم مشاكل العنصرية والتمييز الديني في العالم النامي.
أثير الجدل أيضًا لحضور الرئيس الإيراني أحمدي نجاد الموتمر، وهذا يرجع إلى تصريحاته حول إسرائيل والمحرقة، وكان زعيم الدولة الوحيد الذي حضر المؤتمر. في اليوم الأول لانعقاد المؤتمر، ألقى أحمدي نجاد خطابًا وصف فيه الحكومة الإسرائيلية بأنها عنصرية كاملة، واتهم الغرب باستخدام المحرقة اليهودية كذريعة للعدوان على الفلسطينيين. عندما شرع يتحدث عن إسرائيل، راح أعضاء وفود الدول الأوروبية يخرجون من قاعة المؤتمر، بينما قام آخرون بالتصفيق لأحمدي نجاد. عبر أمين عام الأمم المتحدة بان كي مون عن فزعه من الخطاب ومن المقاطعة.

## لجنة التحضير
أدير مؤتمر ديربان الاستعراضي من قبل مكتب اللجنة التحضيرية، التي كان يرأسها الليبي نجات الحجاجي. الثمانية عشر نائبًا للرئيس كانوا من الكاميرون وجنوب أفريقيا والسنغال والهند وإندونيسيا وإيران وباكستان والأرجنتين والبرازيل وشيلي، وأرمينيا، كرواتيا، استونيا، روسيا، وبلجيكا، واليونان والنرويج وتركيا، ونائبا للرئيس مقرر من كوبا. وقد تم انتخاب أعضاء اللجنة حسب التوزيع الجغرافي.

## أهداف
وفقًا لموقع الأمم المتحدة، وضعت اللجنة التحضيرية في 27 أغسطس الأهداف التالية لمؤتمر دربان الاستعراضي:
- استعراض التقدم المحز وتقييم تنفيذ إعلان وبرنامج عمل ديربان من جانب جميع أطراف المصلحة على الصعد الوطنية والإقليمية والدولية، بما في ذلك تقييم المظاهر المعاصرة للعنصرية والتمييز العنصري والخوف من الأجانب والتعصب المتصل بذلك، وذلك من خلال عملية شاملة وشفافة قائمة على التعاون، وتحديد تدابير ملموسة ومبادرات لمكافحة جميع مظاهر هذه الظواهر والقضاء عليه.
- تقييم فعالية آليات متابعة ديربان الحالية وآليات الأمم المتحدة الأخرى ذات الصلة التي تعالج مسائل العنصرية والتمييز العنصري والخوف من الأجانب والتعصب المتصل بذلك، بغية تعزيز هذه الآليات.
- العمل على زيادة المصادقة العالمية على الاتفاقية العالمية للقضاء على جميع أشكال التمييز العنصري وتنفيذها، ودراسة التوصيات الصادرة عن لجنة القضاء على التمييز العنصري بشكل مناسب.
- تحديد وتشاطر الممارسات الجيدة التي تحققت في مجال محاربة العنصرية والتمييز العنصري والخوف من الأجانب والتعصب المتصل بذلك.

## نتائج
في 21 أبريل، اليوم الثاني للمؤتمر، اتفقت وفود الدول على إعلان من 143 نقطة لمكافحة العنصرية والتمييز ضد الأقليات. حذر الإعلان أيضًا من الحكم المسبق على الناس بسبب دينهم، والذي كان مطلبًا رئيسيًا للدول الإسلامية التي تقول أن المسلمين استهدفوا بغير عدل منذ أحداث 11 سبتمبر في الولايات المتحدة. بالإضافة إلى ذلك، أكد المؤتمر على المبادئ التي أقرت في مؤتمر دربان 2001. إلا أن الوثيقة لم تتضمن مفهوم أن التشهير الديني هو عنصرية، ويجب حظره.
كان من المقرر الموافقة على الإعلان في 24 أبريل، لكن أعضاء الوفود قالوا إن خطاب الرئيس الإيراني أحمدي نجاد قوى عزمهم على اعتماد الإعلان في أقرب وقت ممكن، لذا قدموا اعتماده إلى 21 أبريل. وصف المندوب السامي لمفوضية الأمم المتحدة حقوق الإنسان نافي بيلاي الإعلان بأنه «رد على خطبة أحمدي نجاد العنيفة» وردد القول نفسه وزير الخارجية الفرنسي برنارد كوشنير، وقال: «تم اعتماد هذا النص؛ ولهذا هو (أحمدي نجاد) قد فشل».

## حضور

### مقاطعات
تسع دول قاطعت المؤتمر بالكامل، ولم ترسل أي وفود:
- كندا في 23 يناير 2008، أعلنت كندا أنها لن تحضر مؤتمر ديربان الاستعراضي، وقال بيان مشترك لوزير الشئون الخارجية ماكسيم برنير ووزير التعددية الثقافية والهوية الكندية جيسون كيني أن مؤتمر 2001 «تحول إلى تعبير واضح عن عدم التسامح ومعادة السامية وهذا يقوض مبادئ الأمم المتحدة والأهداف التي من أجلها أقيم هذا المؤتمر».

## وصلات خارجية
- مؤتمر دربن الاستعراضي، 20-24 جنيف، سويسرا
- مؤتمر دربن الاستعراضي، العمليات التحضرية
- وزارة الشئون الخارجية الإيطالية: موتمر ديربان: أسباب الرفض